# Greenberg
Greenberg es una película de comedia dramática y romántica de 2010 escrita y dirigida por Noah Baumbach y protagonizada por Ben Stiller, Greta Gerwig, Rhys Ifans y Jennifer Jason Leigh. Fue producida por Focus Features y Scott Rudin Productions, y distruibida por Focus Features.

## Sinopsis
Un hombre de Nueva York, que acaba de salir de un psiquiátrico tras una depresión, se muda temporalmente a Los Ángeles para tratar de descubrir su vida. Allí se instala en casa de su hermano, que se encuentra en Vietnam de vacaciones con su familia, y pronto tiene chispas con la asistente de este.

## Elenco
- Ben Stiller como Roger Greenberg.
- Greta Gerwig como Florence Marr, asistente de Phillip.
- Rhys Ifans como Ivan Schrank.
- Jennifer Jason Leigh como Beth.
- Merritt Wever como Gina.
- Chris Messina como Phillip Greenberg, hermano de Roger.
- Brie Larson como Sara.
- Juno Temple como Muriel.
- Mark Duplass como Eric Beller.
- Dave Franco como Rich.
- Shahrukh Khan como Johnny, amigo de Roger.